# Chiesa di San Salvatore a Camaldoli
L'ex chiesa e convento di San Salvatore a Camaldoli sono un complesso storico di Firenze, situato tra via di Camaldoli e piazza Tasso, nel quartiere di Oltrarno.

## Storia e descrizione
Una chiesa dedicata al Salvatore, già esistente nell'XI secolo, venne concessa nel 1102 all'abate di Camaldoli perché vi fondasse un monastero che ebbe un ruolo importante nella vita dell'Oltrarno.
Qui furono fondate le compagnie di San Benedetto Nero (1351) e di San Benedetto Bianco (1357), poi trasferitesi in Santa Maria Novella. I frati del monastero avevano fondato in questa zona numerose case a schiera che davano in affitto alla gente povera, soprattutto in quelle che oggi sono via di Camaldoli, via del Leone, via della Chiesa e l'area di piazza Tasso (un tempo tutta edificata): fu così che il nome di "Camaldoli" finì per indicare un quartiere povero e malsano, infatti a Firenze si parlava anche dei "Camaldoli" di San Frediano e di quelli di San Lorenzo, tutte zone popolari per lo più sparite coi "risanamenti" ottocenteschi. 
Abbandonato dai Camaldolesi ai tempi dell'assedio (1529), il monastero ebbe in seguito varie destinazioni. In un primo momento il duca Alessandro lo concesse alle Monache cavalleresse di Malta, ma fu di nuovo abbandonato quando Cosimo I, in previsione della guerra di Siena, voleva qui costruire un prodigioso bastione, poi non realizzato. 
Sotto Ferdinando II de' Medici, nel 1622, si decise dunque di adibire l'ex-monastero a ospizio per i mendicanti e i bisognosi, con un rinnovo dei locali a opera di Giulio Parigi: con tale istituzione si intendeva arginare la terribile piaga dell'accattonaggio. 
Cosimo III, ormai nel Settecento, vi staccò un'ampia porzione di locali per fondare il conservatorio per fanciulle delle suore salesiane di San Francesco di Sales, detto il Conventino, col sostegno del conte Borony e della famiglia Da Verrazzano, e lavori sovrintesi da Anton Maria Ferri.
Nella parte restante, essenzialmente il nucleo più antico su via dei Camaldoli, Pietro Leopoldo vi impiantò poi nel 1780 la scuola per le Povere Zitelle di Santo Spirito, detta delle Scuole Leopoldine. Nel Novecento ha ospitato una mensa per poveri e una scuola elementare. Nel Conventino ha poi avuto sede la facoltà teologica dell'Italia Centrale e, in un altro edificio che faceva parte del complesso, la biblioteca Pietro Thouar. 
Dall'altare Rucellai della chiesa proviene una tela con la Vergine che porge il Bambino a san Francesco dipinta nel 1629 - 30 circa da Lorenzo Lippi, oggi nei depositi del Museo Bardini. 

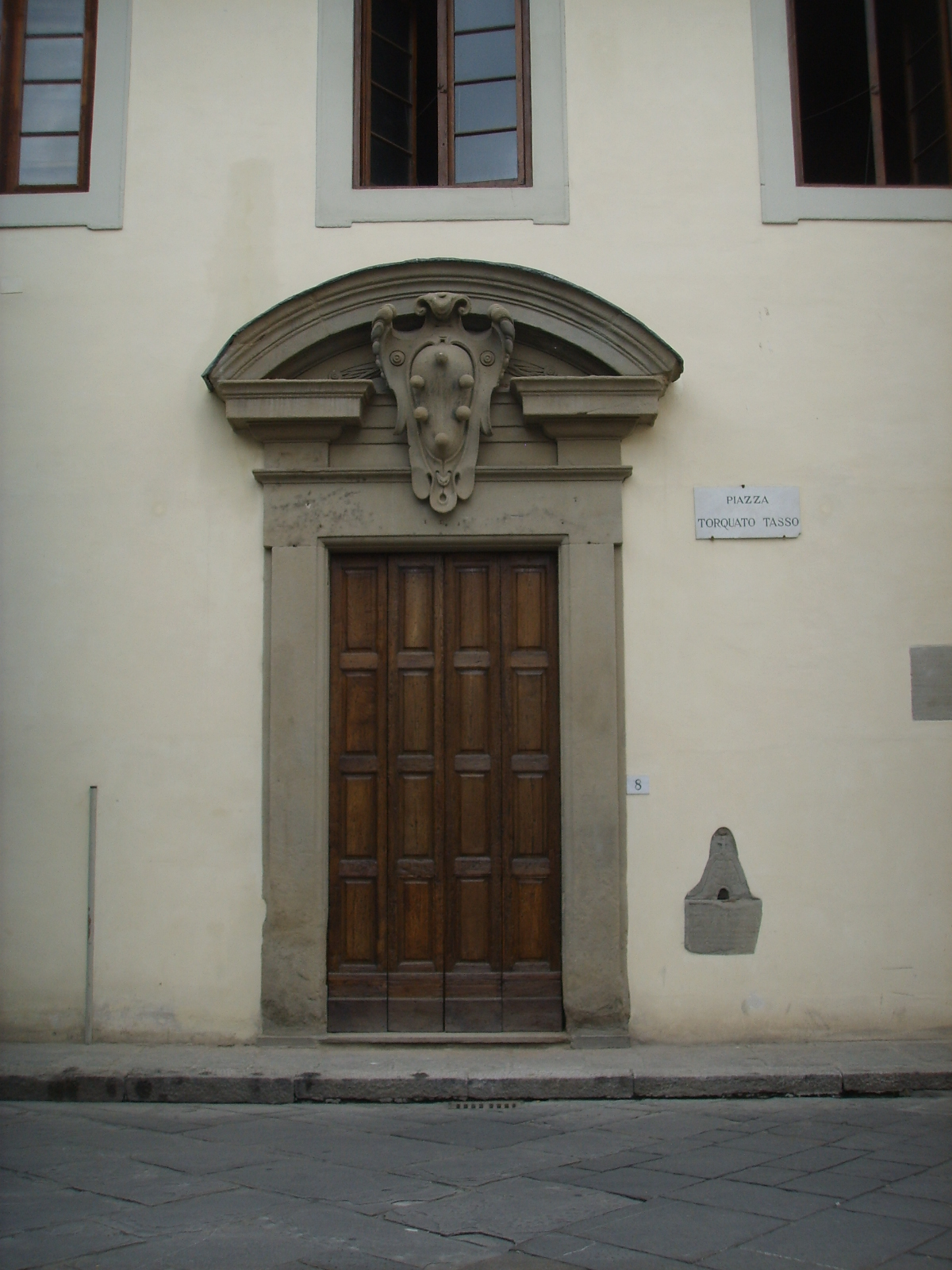
Il portale
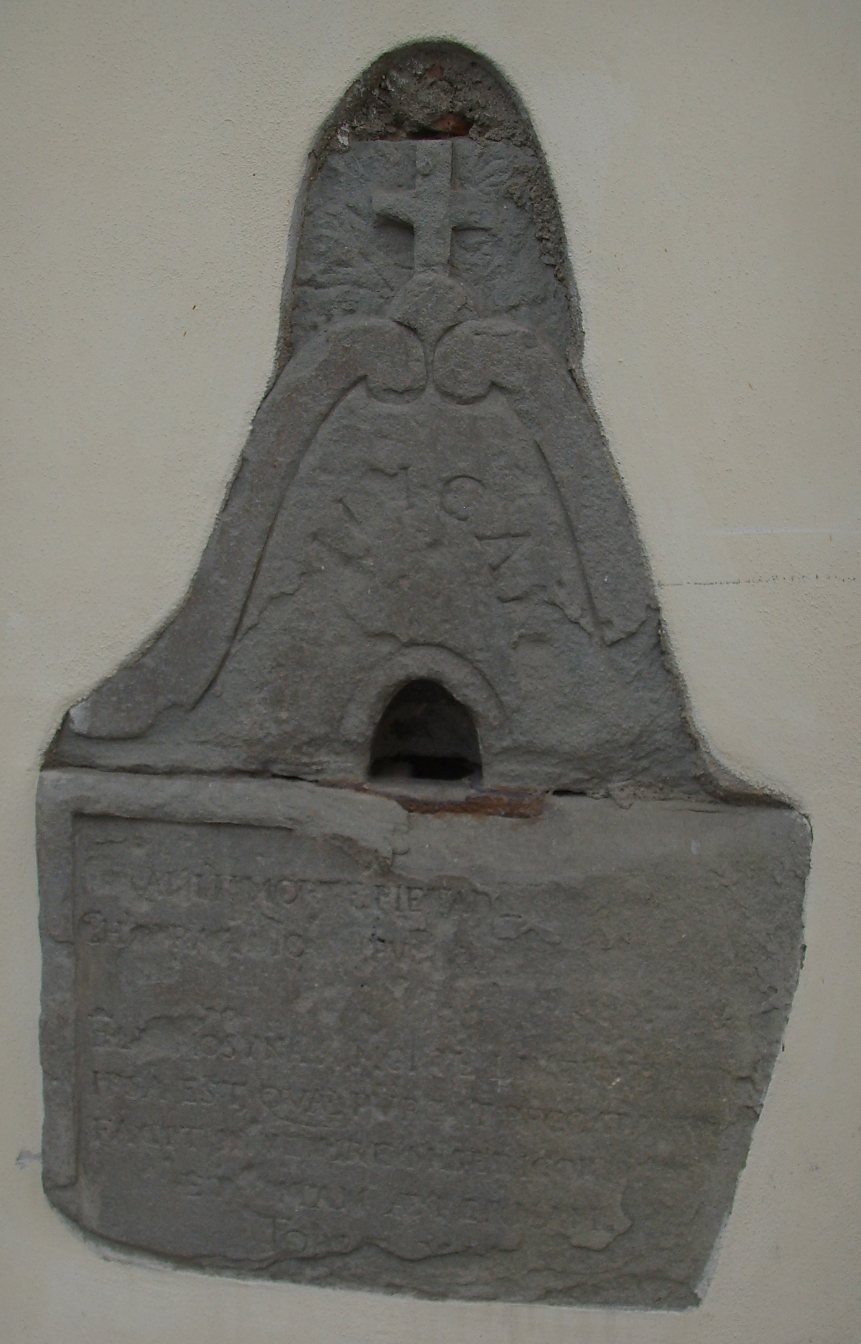
Buca per le elemosine
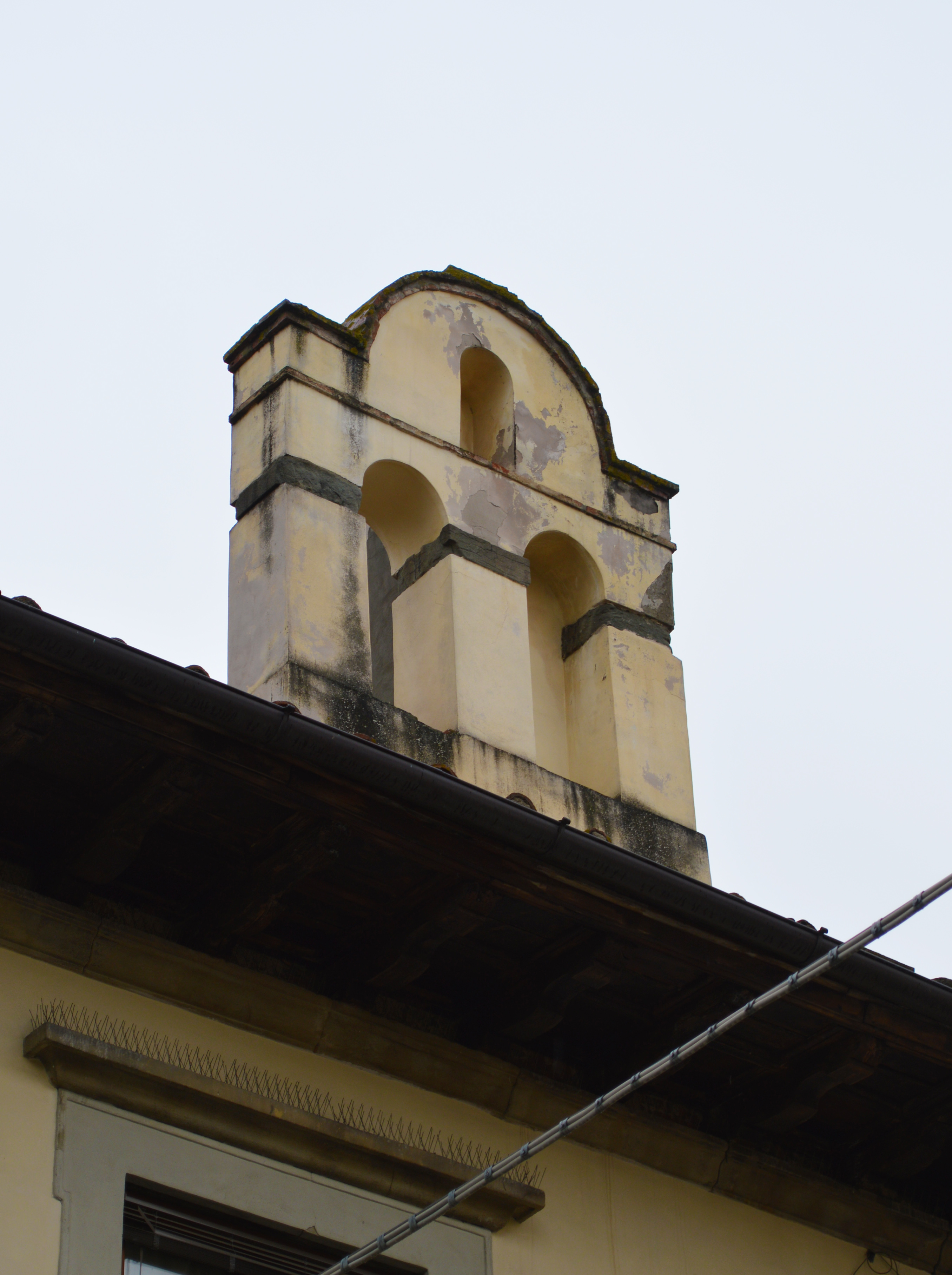
Il campanile
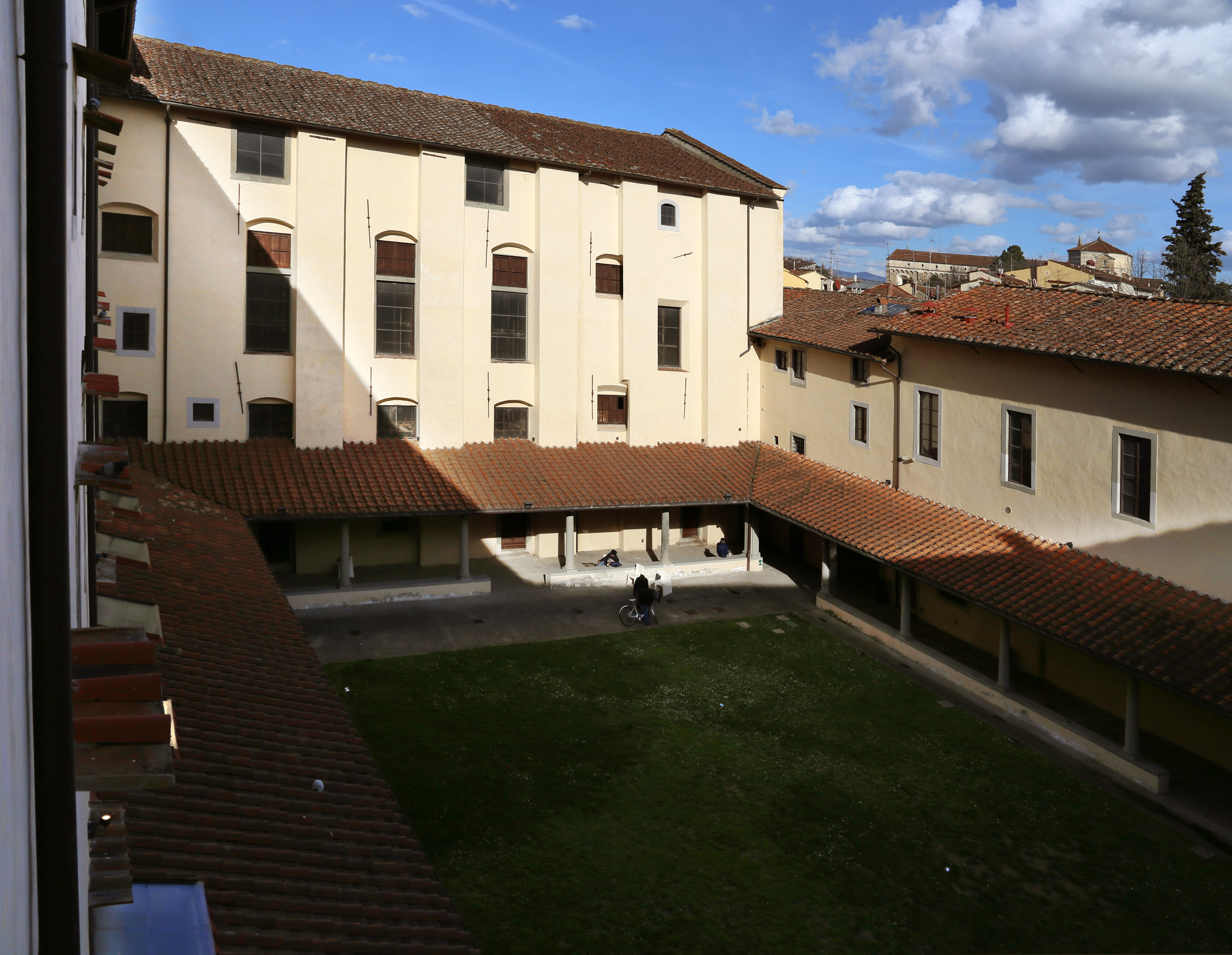
Il chiostro
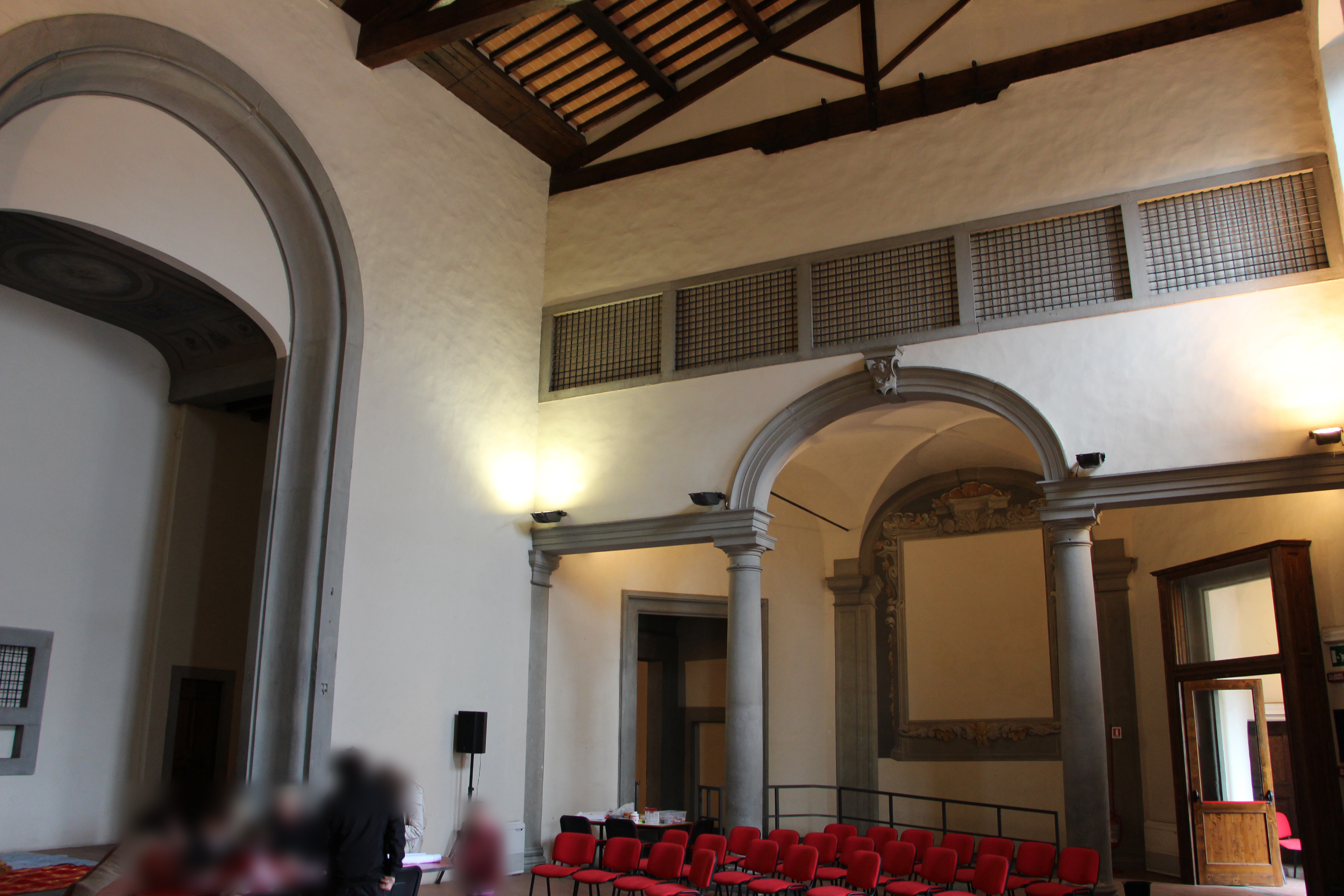
Interno